# Girolamo Civran
Girolamo Civran (* Ende 15. Jahrhundert in Modon; † 1550 in Venedig) war von 1534 bis zu seinem Tod der erste offizielle Übersetzer griechischer und türkischer Texte ins Venezianische und vice versa, den die Republik Venedig aufzubieten hatte. Ihm folgte als zweiter Inhaber des nunmehr formalisierten Amtes eines Staatsübersetzers (dragomanno, Tolmetsch) Michele Membrè im Amt. 

## Leben
Civran gehörte einer Familie von Venezianern an, die als Kolonisten in den Südwesten Griechenlands gelangt waren. Als die Osmanen im Jahr 1500 Modon eroberten, geriet er in Gefangenschaft, in der er Türkisch lernte. Nach seiner Freilassung kam er nach Venedig, wo er als Sekretär der Kanzlei arbeitete.
Ab 1515 erscheint er als Übersetzer für Griechisch und Türkisch bei Verhandlungen mit offiziellen Vertretern des Osmanenreiches. Zwischen 1524 und 1531 war er in Dalmatien tätig, insbesondere bei Grenzverhandlungen zwischen venezianischen und osmanischen Statthaltern. Als 1533 Yunus Bey, der osmanische Groß-Dragoman, unter Übersetzung Civrans mit dem Dogen Andrea Gritti sprach, verstand er jedes Wort, denn er war ja selbst Übersetzer für die venezianische Sprache an der Pforte.
Trotz des weitgespannten Handelsnetzwerks, das Civran neben seinen diplomatischen Kontakten unterhielt, nennt sein Testament vom 8. Januar 1548 nur eine einzige Person mit kolonialem Hintergrund, nämlich Paolo de Signa, einen Priester aus Koron (unweit von Modon gelegen), der inzwischen als Kaplan an der Kirche San Zaccaria wirkte. Daneben erscheinen in seinem Testament neben seiner Ehefrau Semaritana und ihren Kindern (dazu erwähnt er einen unehelichen Sohn namens Michele), ein Kollege in der Kanzlei und ein Ordensbruder von der Kirche San Zanipolo.
Civran hatte mindestens drei Söhne. Michele wurde 1541 nach Konstantinopel gesandt, um dort Türkisch zu lernen. Sein Sohn Donato war als Diplomat 1561 im Osmanenreich tätig, hinzu kam ein Sohn namens Giovanni. Außerdem hatte er eine Tochter, die als Nonne im Kloster San Rocco e Santa Margherita lebte.
Civran durfte sich aus einem Grund, der unter den Zeitgenossen wohlbekannt war, nicht mehr im Osmanischen Reich aufhalten. Jedoch ist dieser Grund nicht überliefert; möglicherweise war er während seiner Gefangenschaft zum Islam konvertiert und sogar Muezzin gewesen („talismano“). Dies könnte der Grund dafür sein, dass sein Sohn Donato später zurückberufen wurde, denn er hätte gezwungen werden können, als Sohn eines Muslims gleichfalls zu konvertieren.
Es gelang Civran zu erreichen, dass Kontrakte mit Osmanen nur in seiner Anwesenheit geschlossen werden durften. So hatte er die Aufgabe, die Vertrauenswürdigkeit eines türkischen Händlers zuerst festzustellen. Dazu dienten vor allem Fragen nach dem Freundes- und Bekanntenkreis, die Aussagen oder die Anwesenheit von vertrauenswürdigen Landsmännern, aber auch Gerüchte.